# Si chiamava Terra
Si chiamava Terra è un film del 1963 diretto da Corrado Farina.

## Trama
Un astronauta scende sulla Terra, ma la razza umana è sterminata dai robot che oramai vivono nel pianeta.

## Produzione
Luigi Gonnella, cugino di Farina, scrisse con Rolandi il soggetto con la collaborazione del regista, il titolo provvisorio era: "anno 20000: pianeta Terra".

## Riconoscimenti
- Primo premio di categoria al XVIII Festival international du film amateur (Cannes 1965)
- Primi premio al festival internazionale del cortometraggio di Montecatini (Montecatini 1964)